# Gray (Tennessee)
Gray – jednostka osadnicza w Stanach Zjednoczonych, w stanie Tennessee, w hrabstwie Washington.